# Диркоп, Чарльз
Чарльз Ричард Диркоп (англ. Charles Richard Dierkop; 11 сентября 1936, Ла-Кросс, Висконсин — 25 февраля 2024, Лос-Анджелес, Калифорния) — американский актёр кино и телевидения. За свою карьеру длиной 58 лет появился в почти 120 фильмах и сериалах. Наиболее запомнился зрителю исполнением роли детектива Пита Ройстера в сериале «Женщина-полицейский» (90 эпизодов за четыре года).

## Биография
Чарльз Ричард Диркоп родился 11 сентября 1936 года в городе Ла-Кросс (штат Висконсин). Там же окончил старшую школу. Воспитывался дядей и тётей, так как отец ушёл из семьи, когда Чарльз «был младенцем», а мать «ушла из дома, когда он был  карапузом».
Не окончив  старшую школу, Диркоп завербовался на службу в армию, в Корпус морской пехоты США, когда ему было 16 лет. Отправился на Корейскую войну, однако она вскоре окончилась, и юный солдат вернулся на родину. В 19-летнем возрасте был уволен в запас. Воссоединился с матерью, они жили в Филадельфии. Воспользовавшись законом G.I. Bill, поступил в актёрскую школу при Американском фонде драматического искусства. Позднее, переехав в Нью-Йорк, обучался в Актёрской студии и остался её пожизненным членом.
С 1960 года начал сниматься в телесериалах, с 1961 года — в кинофильмах. Особенно был активен в 1970-х годах, основной актёрский образ тогда — «крутые парни»: преступники и бандиты. Первых ролей никогда не играл, снимался в основном для телевидения, его карьера продолжалась 58 лет. В 2016—2018 годах, после заметного перерыва, появился в четырёх малоизвестных кинофильмах, а затем, в связи с возрастом, удалился на покой.

## Личная жизнь и смерть
В 1958 году Диркоп женился на девушке по имени Джоан Эддис, не связанной ни с кинематографом, ни с телевидением. В сентябре 1974 года пара развелась, от брака остались дочь и сын.
Умер 25 февраля 2024 года от осложнений после пневмонии и сердечного приступа в больнице Шерман-Оукс в Лос-Анджелесе в возрасте 87 лет.

## Фильмография

### Широкий экран
- 1961 — Путешествие на дно моря / Voyage to the Bottom of the Sea — член экипажа подводной лодки Seaview (в титрах не указан)
- 1961 — Мошенник / The Hustler — прислужник бильярдной комнаты (в титрах не указан)
- 1964 — Ростовщик / The Pawnbroker — Робинсон
- 1967 — Ганн[англ.] / Gunn — Лазло Джойс
- 1967 — Резня в день Святого Валентина / The St. Valentine's Day Massacre — Сальванти
- 1968 — Приятная поездка[англ.] / The Sweet Ride — мистер Клин
- 1969 — Атака 1000 самолётов[англ.] / The Thousand Plane Raid — Раилла
- 1969 — Бутч Кэссиди и Санденс Кид / Butch Cassidy and the Sundance Kid — Карри Плоский Нос
- 1971 — Ангелов круче не бывает / Angels Hard as They Come — «Генерал»
- 1972 — Душная камера[англ.] / The Hot Box — Гарсия, журналист • майор Дубай
- 1973 — Афера / The Sting — Флойд, телохранитель
- 1974 — Мессия зла / Messiah of Evil — работник АЗС
- 1984 — Тихая ночь, смертельная ночь / Silent Night, Deadly Night — Санта-убийца
- 1988 — Гротеск[англ.] / Grotesque — Мэтсон
- 1988 — Посланник смерти / Messenger of Death — Орвилл Бичем
- 1989 — Красный как кровь[англ.] / Blood Red — Купер
- 1994 — Мэверик / Maverick — картёжник на пароходе (в титрах не указан)
- 1998 — Продавцы Венеры / Merchants of Venus — Карл
- 2009 — Не забывай меня / Forget Me Not — Пит, бригадир

### Телевидение
- 1960—1963 — Обнажённый город[англ.] / Naked City — разные роли (в 9 эпизодах)
- 1965 — Путешествие на дно моря / Voyage to the Bottom of the Sea — левша (в эпизоде The Left-Handed Man)
- 1965 — Затерянные в космосе[англ.] / Lost in Space — рогатый мутант (в эпизоде One of Our Dogs Is Missing[англ.]; в титрах не указан)
- 1966 — Девушка от Д.Я.Д.И.[англ.] / The Girl from U.N.C.L.E. — Яго Сусич (в эпизоде The Mother Muffin Affair)
- 1966 — Человек от Д.Я.Д.И.[англ.] / The Man from U.N.C.L.E. — Адольф (в эпизоде The Off-Broadway Affair[англ.])
- 1966 — Шоу Энди Гриффита / The Andy Griffith Show — Ларри (в эпизоде Otis, the Deputy[англ.])
- 1966—1973 — Дымок из ствола / Gunsmoke — разные роли (в 3 эпизодах[англ.])
- 1967 — Звёздный путь / Star Trek — Морла (в эпизоде Wolf in the Fold)
- 1967—1968 — Дни в Долине Смерти / Death Valley Days — Эд Таннер • Стэндифер (в 2 эпизодах)
- 1968 — Симаррон Стрип[англ.] / Cimarron Strip — Смитти (в эпизоде The Judgement)
- 1968 — Бэтмен / Batman — Пыльный Мешок (в эпизоде Penguin's Clean Sweep[англ.])
- 1968 — Адам-12[англ.] / Adam-12 — Дженни (в эпизоде Log 71: I Feel Like a Fool, Malloy)
- 1968 — Изгои[англ.] / The Outcasts — Джитер (в эпизоде My Name Is Jemal)
- 1968—1969 — Даниэль Бун[англ.] / Daniel Boone — Доккер • Думас (в 2 эпизодах)
- 1968—1970 — Лансер[англ.] / Lancer — разные роли (в 3 эпизодах)
- 1969 — Айронсайд[англ.] / Ironside — Пало (в эпизоде A World of Jackals[англ.])
- 1969 — Требуется вор[англ.] / It Takes a Thief — Радко (в эпизоде 38-23-36)
- 1969—1972 — Бонанза / Bonanza — разные роли (в 3 эпизодах[англ.])
- 1969, 1973 — Менникс[англ.] / Mannix — разные роли (в 2 эпизодах[англ.])
- 1970 — Высокий кустарник[англ.] / The High Chaparral — Тощий (в эпизоде Friends and Partners[англ.])
- 1970 — Земля великанов[англ.] / Land of the Giants — Артур Камбер (в эпизоде Doomsday[англ.])
- 1970 — ФБР / The F.B.I. — Ник Айриш (в эпизоде Escape to Terror[англ.])
- 1971 — Город на дне моря / City Beneath the Sea — Джон Куинн
- 1971 — Лицо страха / The Face of Fear — Пэтси Фейн
- 1971 — Николс[англ.] / Nichols — Ноуз (в эпизоде The Specialists)
- 1971 — Любовь по-американски[англ.] / Love, American Style — Гас (в эпизоде Love and the Eyewitness)
- 1971—1972 — По прозвищу Смит и Джонс[англ.] / Alias Smith and Jones — Клейтон Крюс • Шилдс (в 2 эпизодах)
- 1971, 1974 — Детектив Кэннон[англ.] / Cannon — Эдди Мэйн • Киган (в 2 эпизодах[англ.])
- 1972 — Миссия невыполнима / Mission: Impossible — Ричи (в эпизоде The Bride)
- 1973 — Кунг-фу[англ.] / Kung Fu — Трафаген (в эпизоде The Chalice[англ.])
- 1973—1974 — Полицейская история[англ.] / Police Story — Ройстер • Дейв Ролинс (в 2 эпизодах[англ.])
- 1974 — Коджак / Kojak — ДеЛюка (в эпизоде Down a Long and Lonely River[англ.])
- 1974—1978 — Женщина-полицейский / Police Woman — детектив Пит Ройстер (в 90 эпизодах[англ.])
- 1978 — Вегас[англ.] / Vegas — Ленни (в эпизоде Lost Women[англ.])
- 1980 — Злоключения шерифа Лобо[англ.] / The Misadventures of Sheriff Lobo — доктор Дум (в эпизоде Hail! Hail! The Gang's All Here)
- 1980 — Калифорнийский дорожный патруль[англ.] / CHiPs — Мышь (в эпизоде Satan's Angels[англ.])
- 1980, 1982 — Остров фантазий / Fantasy Island — разные роли (в 2 эпизодах[англ.])
- 1983 — Ти Джей Хукер / T. J. Hooker — Микки Дауд (в эпизоде The Trial[англ.])
- 1983—1984 — Мэтт Хьюстон[англ.] / Matt Houston — Вайни • Чу Чу (в 2 эпизодах)
- 1983—1985 — Каскадёры / The Fall Guy — Мэк Дойл • Арден (в 3 эпизодах[англ.])
- 1984 — Дни нашей жизни / Days of Our Lives — Рокко (в 2 эпизодах)
- 1986, 1988 — Саймон и Саймон[англ.] / Simon & Simon — Аль Пачеко • Джерри Саппмен (в 2 эпизодах)
- 1989 — Сослан на планету Земля / Hard Time on Planet Earth — Fan #1 (в эпизоде Rodeo Show)
- 1991 — Секретный агент Макгайвер / MacGyver — Мо Нимиц (в эпизоде Off the Wall[англ.])
- 1996 — Скорая помощь / ER — Коллинз (в эпизоде Homeless for the Holidays)
- 1998 — Вне веры: Правда или ложь[англ.] / Beyond Belief: Fact or Fiction — судья Рой Бин (в эпизоде The Card Game)
- 2001 — Джеймс Дин / James Dean — садовник

### Прочее
- 1992 — видеоклип на песню «Man on the Moon» группы R.E.M. — посетитель паба[7]